# 法琳娜·瓦希爾
法琳娜·瓦希爾（英語：Feryna Wazheir，1986年7月25日—），是一名英国女演员，主要出現在印度宝莱坞电影中。2008年，她第一部寶萊塢电影是《Rang Rasiya》。她其他比较有名的电影是《Airlift》等。瓦希爾在苏格兰格拉斯哥出生和長大，父母是來自克什米爾的穆斯林。

## 外部連結
- 法琳娜·瓦希爾在互联网电影资料库（IMDb）上的資料（英文）
- 法琳娜·瓦希爾的Instagram帳戶